# MACS0647-JD

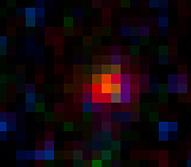
Das Bild MACS0647-JD2 (HST)

MACS0647-JD ist ein Kandidat für eine der frühesten im Universum entstandenen Galaxien. Das Objekt hat eine photometrische Rotverschiebung von z ~ 11 und ist somit etwa 430 Millionen Jahre nach dem Urknall entstanden. MACS0647-JD wurde mit Hilfe der Weltraum-Teleskope Hubble und Spitzer im Rahmen des CLASH-Programms 2012 entdeckt.
Das Objekt befindet sich in der Konstellation Camelopardalis.
Das Objekt wird durch den Gravitationslinseneffekt des Galaxienhaufens MACSJ0647.7+7015 mehrfach abgebildet, wobei das hellste Bild im Filterband F160W AB eine Helligkeit von knapp 26 mag und eine rund achtfache Vergrößerung erreicht.